# Chamba

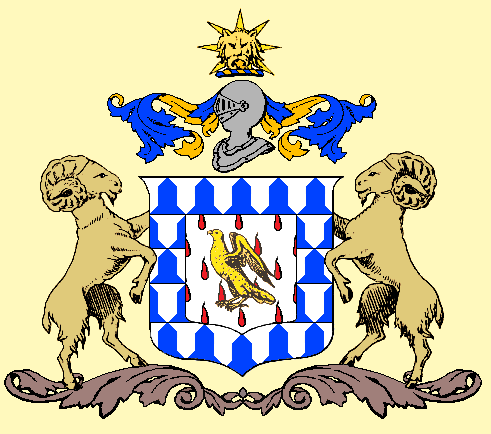
Escut

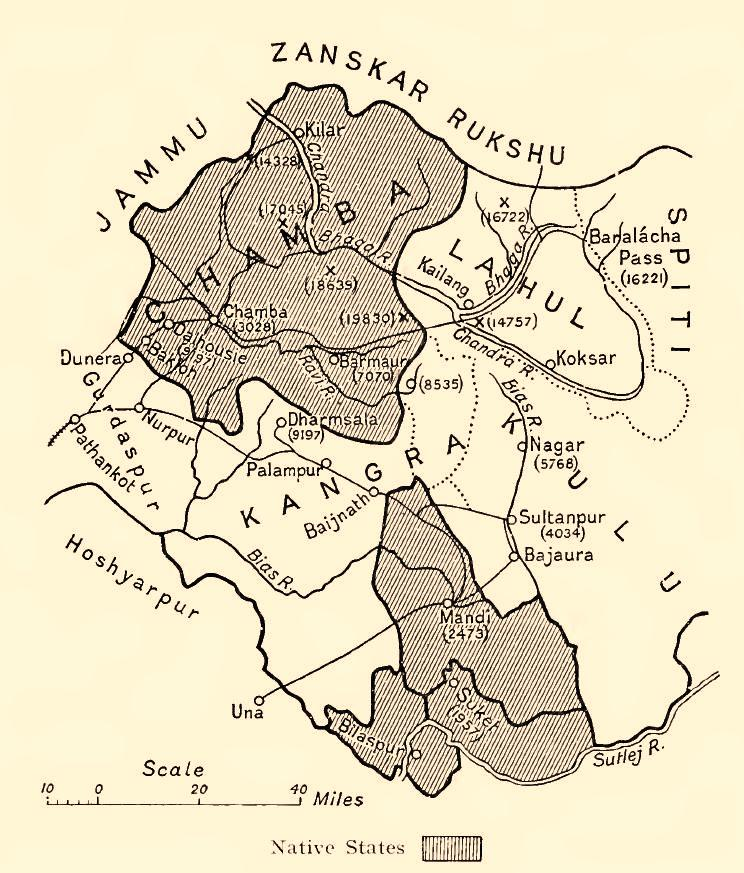
Estats de la zona de Chamba i els alentorns (1911)

Chamba fou un estat tributari protegit de l'Índia, al Panjab, sota autoritat del comissionat de la divisió de Lahore. La superfície era de 8329 km² i la població era el 1901 de 127.834 habitants (1881: 115.773, 1891: 124.032). La capital era Chamba a la riba del Ravi amb uns 6000 habitants el 1901 (5218 el 1881), i a més a més hi havia 1617 pobles. Administrativament estava dividit en cinc wazarats (Brahmaur, Chamba, Bhattiyat, Chaurah i Pangi), cadascun subdividit en ilakes (ilaka, similar a taluka). Limitava al nord i est amb Caixmir i a l'est i sud amb els districtes britànics de Kanhra i Gurdaspur.
Dos serralades dividien el país en la vall del Ravi i la del [Chenab]; l'altra serralada es trobava a la vora del Ladakh i el territori britànic de Lahul. Els rius principals eren el Chanda i el Ravi que corrien de sud-est a nord-oest

## Història
Se suposa fundat al segle VI per Marut un rajput surajbansi que va construir Brahmapura, moderna Brahmaur. Meru Varma (680) va estendre els seus dominis i Sahil Varma va fundar la ciutat de Chamba el 920 donant-li el nom de la seva filla. Generalment era independent però també hi havia moments que reconeixia la sobirania de Caixmir.
Així va seguir fins a la conquesta mogol de l'Índia quan l'estat va esdevenir tributari de l'imperi, però aquest mai va interferir en els afers interns. Es va lliurar de la pressió dels sikhs pagant tribut a Jammnu (1809-1846) i el 1846 va quedar sota influència britànica. La part a l'oest del Ravi fou entregada a Caixmir però al cap d'uns mesos els límits foren restaurats per un nou tractat el 1847 i es va declarar independent de Caixmir. El 1848 el raja va obtenir un sanad possessori per a ell i els seus hereus mascles, amb dret de successió pels germans en cas de manca de descendents; un nou sanad el 1862 li va concedir el dret d'adopció.
Raja Gopal Singh va abdicar sota pressió britànica (que consideraven portava una mala administració) el 1873 i el va succeir Raja Sham Singh, que va abdicar el 1904 a favor de Raja Bhuri Singh. El dret de salutació hereditari era d'onze canonades. El govern l'exercia el raja auxiliat per un wazir que era el cap de l'oficina executiva i era el segon personatge de l'estat i assolia el govern suprem en absència del raja.
L'estat utilitzava segells de correu indis sobrecarregats amb la inscripció "Chamba State" (o Chamba State Service per la correspondència oficial)
La bandera era blava amb un sol daurat amb rostre al centre; els nombrosos rajos del sol estaven arranjats per simular la figura d'un estel de vuit puntes.

## Llista de rages
- 1. Raja MERU VERMAN 670-?
- Dinou successors
- 20. Raja SAHILA VERMAN 920-940
- 21. Raja YUGAKAR VERMAN 940-
- 22. Raja VIDAGDHA VERMAN
- 23. Raja DODAKA VERMAN
- 24. Raja VICHITAR VERMAN (el seu germà petit va fundar l'estat de Bandralta-Ramnagar a Jammu)
- 25. Raja DHAIRYA VERMAN
- 26. Raja SALAVAHANA VERMAN vers 1060
- 27. Raja SOMA VERMAN vers 1066
- 28. Raja ASATA VERMAN vers 1088
- 29. Raja JASATA VERMAN 1105-1118
- 30. Raja DHALA VERMAN 1118-1120
- 31. Raja UDAYA VERMAN 1120-11??
- Diversos successors
- Raja ANAND VERMAN vers 1475-1512
- Raja GANESA VERMAN 1512-1559
- Raja PRATAPSINGH VERMAN 1559-1586
- Raja VIR VAHNU VERMAN 1586-1589
- Raja BALBHADRA VERMAN 1589-vers 1615 (deposat pel seu fill i regent) (+1641)
- Raja Janardan Verman, Regent 1613-1623
- Raja PRITHVI SINGH 1623 (formalment 1641)-1664
- Raja CHHATAR SINGH 1664-1690
- Raja UDAI SINGH 1690-1720
- Raja UGAR SINGH 1720-1735 (deposat)
- Raja DALEL SINGH 1735-1748 (va abdicar)
- Raja UMED SINGH 1748-1764
- Raja RAJ SINGH 1764-1794
- Raja JIT SINGH 1794-1808
- Raja CHARHAT SINGH 1808-1844
- Raja SRI SINGH 1844-1870
- Raja GOPAL SINGH 1870-1873 (va abdicar) (+ març de 1895)
- Raja Saheb Shri SHYAM SINGH 1873-1904 (va abdicar) (+ 10 de juny de 1905)
- Raja Saheb Shri Sir BHURI SINGH 1904-1919 (+ 6 d'octubre de 1919)
- Raja Saheb Shri RAM SINGH 1919-1935 (+ 7 de desembre de 1935)
- Raja Saheb Shri LAKSHMAN SINGH 1935-1950 (+ 21 de maig de 1971)